# معركة موهاج (1687)
معركة موهاج الثانية (تعرف أيضا ياسم معركة جبل هارساني)، هي معركة وقعت في 12 أغسطس 1687م على بعد 24 كيلومترًا جنوب غرب مستوطنة موهاج بين قوات السلطان العثماني محمد الرابع بقيادة الوزير الأعظم سليمان باشا الأشقر وقوات الإمبراطور الروماني المقدس ليوبولد الأول بقيادة تشارلز لورين، وأسفرت عن انتصار هابسبورغ. .

## خلفية الأحداث
منذ الهزيمة في معركة فيينا، كان وضع العثمانيين صعباً. فقد عانوا من خسائر كبيرة فضلاً عن غياب القيادات القادرة على إدارة الموقف. وتوجت خسائرهم باسترداد قوى التحالف لبودين «الاسم العثماني لبودابست» عام 1686م بعد حصار دام مدة 78 يوم انتهى بسقوط المدينة ومقتل قائد حاميتها الوزير «عبد الرحمن عبدي باشا» ووقوع مذبحة عظيمة بحق مسلمي ويهود المدينة. وكان الصدر الأعظم قد حاول نجدة المدينة وفك الحصار لكنه فشل. ورفض الأوروبيون عرضاً للصلح قدمته الدولة العثمانية إذ استشعروا بضعفهم وبقدرتهم على السيطرة على المزيد من أراضيها.
لذلك خطط الصدر الأعظم سليمان باشا الأشقر في جر العدو لمعركة يقضي فيها على قوته الرئيسية بحيث يكون استرداد بودين بعد ذلك من الأمور البسيطة.
كان الأوروبيون على علم بسعي العثمانيين لمعركة فاصلة. لذلك تقدموا تحت قيادة شارل الخامس، دوق لورين نحو قلعة شيكلوش، حيث الأرضية صلبة ومناسبة لعمل المدافع. وفي أثناء سيرهم في صحراء موهاج بالقرب من سلسلة من الغابات، كان الجيش العثماني مختبئاً ومنتظراً فيها وأدرك سليمان باشا الأشقر أن الفرصة للهجوم واتته.

## المعركة
بدء 8 آلاف من السباهية الفرسان بالهجوم على الجناح الأيسر لجيش التحالف رغبة في أخذه على حين غرة. وبرغم ذلك، رد فعل الأوروبيون كان سريعاً وفعالاً وتمكنوا من الحفاظ على مواقعهم وتشتيت الهجوم العثماني. قرر سليمان باشا شن هجوم أخر بالانكشارية بدعم من فرسان السباهية. لكن الهجوم فشل أيضاً وبدء في المقابل جنود التحالف بالهجوم على مواقع الجيش العثماني الغير متمركز جيداً. فشل السباهية في مواجهة الهجوم نتيجة الأرض الزلقة التي تقف عليها خيولهم فانسحبوا في ذعر وعدم انتظام فأوقع فيهم الأوروبيون خسائر فادحة.

## بعد المعركة
خسر العثمانيون أكثر من 10 آلاف جندي وفقدوا أغلب مدفعيتهم (66 مدفع) ومعسكرهم وأسر الأوروبيون 160 راية عثمانية، في مقابل خسارة 600 جندي لقوات التحالف. ثبتت هذه المعركة سيطرة التحالف على بودابست ومهدت الطريق لفتوحات أكثر.
بعد الهزيمة الثقيلة التي لحقت بالقوات العثمانية، تخلى الجيش العثماني عن الجبهة وبدأ في الزحف نحو إسطنبول في 5 سبتمبر بحجة أن السلطان غير مهتم بشؤون الدولة. أراد الجنود أولاً قتل الصدر الأعظم سليمان باشا الأشقر. الذي فرَّ إلى إسطنبول، وتم تعيين سياوش باشا والي حلب وكيلا للجيش. ورغم تعيين سياوش باشا صدراً أعظماً في إسطنبول وعزل سليمان باشا الأشقر، إلا أن هذا لم يمنع زحف الجنود.
ألقى الإنكشارية بكامل اللوم على الصدر الأعظم سليمان باشا الأشقر وحملوه مسئولية الفشل، فترك الجيش وهرب للعاصمة وقدم استقالته خوفاً من بطش الجنود به، فقام السلطان محمد الرابع بإعدامه. لم يطل الأمر بالسلطان طويلاً إذ قامت ثورة اعتراضاً على تلك الهزائم أدت إلى تنحيته وتعيين شقيقه السلطان سليمان الثاني مكانه.
اتفقسياوش باشا مع شقيق زوجته فاضل مصطفى باشا الكوبريللي على خلع السلطان محمد الرابع وأجبروه على التنازل عن السلطنة لأخيه السلطان سليمان الثاني في عام 1099هـ /1688م. لم يلبث سياوش باشا أن اغتيل من قبل جنود الإنكشارية في الجيش العثماني في إسطنبول بتاريخ 21 ربيع الآخر 1099هـ /1688م.

## أنظر أيضا
- معركة موهاج 1526م.